# گوانابنز
گوانابنز (انگلیسی: Guanabenz)  (با نام تجاری Wytensin) یک آگونیست آلفا گیرنده آدرنرژیک آلفا-۲ است که به عنوان یک داروی ضد فشار خون به کار می‌رود. این دارو برای درمان فشار خون بالا (فشار خون بالا) استفاده می‌شود.
شایع‌ترین عوارض جانبی در طول درمان با گوانابنز سرگیجه، خواب آلودگی، خشکی دهان، سردرد و ضعف است.
گوانابنز می‌تواند باعث خواب آلودگی یا کمتر هوشیاری فرد شود، بنابراین رانندگی یا کار با ماشین‌آلات خطرناک توصیه نمی‌شود.

## همچنین ببینید
- گوانوکسابنز
- گوانفاسین